# Aspatha gularis
Aspatha gularis, conhecida como momoto-de-garganta-azul ou udu-de-papo-azul é uma espécie de ave da família Momotidae. É a única espécie do género Aspatha.
Pode ser encontrada nos seguintes países: El Salvador, Guatemala, Honduras e México. Os seus habitats naturais são: regiões subtropicais ou tropicais húmidas de alta altitude.